# Fábio Coentrão
Fábio Alexandre da Silva Coentrão (Vila do Conde, 11 maart 1988) is een Portugees voormalig voetballer die als linksback en als linksbuiten uit de voeten kon. Hij kwam gedurende zijn carriere onder meer uit voor SL Benfica en Real Madrid CF. Coentrão debuteerde in 2009 in het Portugees voetbalelftal en vertegenwoordigde zijn land op twee Wereldkampioenschappen en op het Europees kampioenschap voetbal 2012.

## Clubcarrière
Coentrão stroomde in 2006 door vanuit de jeugd van Rio Ave. Hij werd in het seizoen 2006/07 basisspeler in het eerste elftal, in de Segunda Liga. Rio Ave wist dat jaar net niet te promoveren naar de Primeira Liga. In de beker van Portugal scoorde Coentrão een doelpunt van ruim dertig meter afstand, tegen Sporting CP.
Coentrão verruilde Rio Ave in 2007 voor Benfica. Tijdens zijn periode hier verhuurde de club hem aan Nacional, Real Zaragoza en zijn voormalige club Rio Ave. Vanaf het seizoen 2009/10 bemachtigde Coentrão een vaste plek in het eerste team van Benfica.
Coentrão maakte in juli 2011 een overstap naar Real Madrid. Dat zou vijfentwintig miljoen voor hem betalen aan Benfica. Hij kreeg rugnummer 15. Coentrão maakte op 28 augustus 2012 hij zijn debuut voor Real, in de wedstrijd tegen Real Zaragoza. In december van dat jaar maakte hij zijn eerste doelpunt voor 'de Koninklijken', tegen Espanyol. Coentrão won van 2011 tot en met 2014 alle nationale en internationale hoofdprijzen die er te winnen waren met Real, maar werd zelf nooit een onbetwiste basisspeler. Hij speelde in zijn eerste seizoen twintig competitiewedstrijden en in de drie jaar die volgden elke keer iets minder. Hetzelfde gold voor de keren dat hij mocht spelen in de UEFA Champions League, die hij in 2013/14 won met de club.
Real Madrid verhuurde Coentrão in augustus 2015 voor een jaar aan AS Monaco. Daarvoor speelde hij dat jaar vijftien wedstrijden in de Ligue 1, waarin hij met de club op de derde plaats eindigde. Het seizoen daarop kwam hij weer uit voor De Koninklijke, maar hij speelde slechts driemaal in competitieverband. Hierop werd hij in de zomer van 2017 opnieuw verhuurd, ditmaal aan Sporting CP. In de zomer van 2018 vertrok hij transfervrij bij Real Madrid en keerde hij terug naar zijn jeugdliefde Rio Ave.
Op 29 januari 2020 kondigde Coentrão het einde van zijn voetballoopbaan aan. Hij kwam echter terug op dit besluit en tekende op 6 oktober 2020 een contract voor een seizoen bij Rio Ave. Hiermee begon hij aan zijn vierde termijn bij zijn jeugdliefde.

## Clubstatistieken
| Seizoen     | Club            | Competitie       | Competitie | Competitie | Competitie | Beker | Beker | Beker | Internationaal | Internationaal | Internationaal | Totaal | Totaal | Totaal |
| Seizoen     | Club            | Competitie       | Wed.       | Dlp.       | Ass.       | Wed.  | Dlp.  | Ass.  | Wed.           | Dlp.           | Ass.           | Wed.   | Dlp.   | Ass.   |
| ----------- | --------------- | ---------------- | ---------- | ---------- | ---------- | ----- | ----- | ----- | -------------- | -------------- | -------------- | ------ | ------ | ------ |
| 2005/06     | Rio Ave         | Liga Portugal    | 3          | 1          | 0          | 0     | 0     | 0     | —              | —              | —              | 3      | 1      | 0      |
| 2006/07     | Rio Ave         | Liga Portugal 2  | 25         | 4          | 0          | 0     | 0     | 0     | —              | —              | —              | 25     | 4      | 0      |
| Club Totaal | Club Totaal     | Club Totaal      | 28         | 5          | 0          | 0     | 0     | 0     | 0              | 0              | 0              | 28     | 5      | 0      |
| 2007/08     | SL Benfica      | Liga Portugal    | 3          | 0          | 0          | 2     | 0     | 0     | 1              | 0              | 0              | 6      | 0      | 0      |
| Club Totaal | Club Totaal     | Club Totaal      | 3          | 0          | 0          | 2     | 0     | 0     | 1              | 0              | 0              | 6      | 0      | 0      |
| 2007/08     | → Nacional      | Liga Portugal    | 15         | 4          | 1          | 0     | 0     | 0     | —              | —              | —              | 15     | 4      | 1      |
| Club Totaal | Club Totaal     | Club Totaal      | 15         | 4          | 1          | 0     | 0     | 0     | 0              | 0              | 0              | 15     | 4      | 1      |
| 2008/09     | → Real Zaragoza | Segunda División | 1          | 0          | 0          | 0     | 0     | 0     | —              | —              | —              | 1      | 0      | 0      |
| Club Totaal | Club Totaal     | Club Totaal      | 1          | 0          | 0          | 0     | 0     | 0     | 0              | 0              | 0              | 1      | 0      | 0      |
| 2008/09     | → Rio Ave       | Liga Portugal    | 16         | 3          | 2          | 0     | 0     | 0     | —              | —              | —              | 16     | 3      | 2      |
| Club Totaal | Club Totaal     | Club Totaal      | 44         | 8          | 2          | 0     | 0     | 0     | 0              | 0              | 0              | 44     | 8      | 2      |
| 2009/10     | SL Benfica      | Liga Portugal    | 26         | 0          | 9          | 6     | 2     | 0     | 13             | 1              | 1              | 45     | 3      | 10     |
| 2010/11     | SL Benfica      | Liga Portugal    | 23         | 2          | 4          | 8     | 1     | 1     | 14             | 2              | 1              | 45     | 5      | 6      |
| Club Totaal | Club Totaal     | Club Totaal      | 52         | 2          | 13         | 16    | 3     | 1     | 28             | 3              | 2              | 96     | 8      | 16     |
| 2011/12     | Real Madrid     | Primera División | 20         | 0          | 4          | 5     | 0     | 0     | 8              | 0              | 1              | 33     | 0      | 5      |
| 2012/13     | Real Madrid     | Primera División | 16         | 1          | 1          | 6     | 0     | 0     | 8              | 0              | 0              | 30     | 1      | 1      |
| 2013/14     | Real Madrid     | Primera División | 10         | 0          | 0          | 4     | 0     | 1     | 6              | 0              | 1              | 20     | 0      | 2      |
| 2014/15     | Real Madrid     | Primera División | 9          | 0          | 0          | 2     | 0     | 0     | 6              | 0              | 2              | 17     | 0      | 2      |
| Club Totaal | Club Totaal     | Club Totaal      | 55         | 1          | 5          | 17    | 0     | 1     | 28             | 0              | 4              | 100    | 1      | 10     |
| 2015/16     | → AS Monaco     | Ligue 1          | 15         | 3          | 2          | 1     | 0     | 0     | 3              | 0              | 0              | 19     | 3      | 2      |
| Club Totaal | Club Totaal     | Club Totaal      | 15         | 3          | 2          | 1     | 0     | 0     | 3              | 0              | 0              | 19     | 3      | 2      |
| 2016/17     | Real Madrid     | Primera División | 3          | 0          | 1          | 1     | 0     | 0     | 2              | 0              | 0              | 6      | 0      | 1      |
| Club Totaal | Club Totaal     | Club Totaal      | 58         | 1          | 6          | 18    | 0     | 1     | 30             | 0              | 4              | 106    | 1      | 11     |
| 2017/18     | → Sporting CP   | Liga Portugal    | 25         | 1          | 3          | 8     | 0     | 0     | 11             | 0              | 1              | 44     | 1      | 4      |
| Club Totaal | Club Totaal     | Club Totaal      | 25         | 1          | 3          | 8     | 0     | 0     | 11             | 0              | 1              | 44     | 1      | 4      |
| 2018/19     | Rio Ave         | Liga Portugal    | 21         | 0          | 5          | 2     | 0     | 0     | —              | —              | —              | 23     | 0      | 5      |
| 2020/21     | Rio Ave         | Liga Portugal    | 14         | 2          | 0          | 1     | 0     | 0     | —              | —              | —              | 15     | 2      | 0      |
| Club Totaal | Club Totaal     | Club Totaal      | 79         | 10         | 7          | 3     | 0     | 0     | 0              | 0              | 0              | 82     | 10     | 7      |
| TOTAAL      | TOTAAL          | TOTAAL           | 245        | 21         | 32         | 46    | 3     | 2     | 72             | 3              | 7              | 363    | 27     | 41     |

## Interlandcarrière
Coentrão maakte deel uit van verschillende Portugese jeugdelftallen. In de wedstrijd tegen Bosnië en Herzegovina in november 2009 maakte hij zijn debuut in het shirt van Portugal. Hij werd door bondscoach Carlos Queiroz opgenomen in zijn selectie voor het WK voetbal 2010. Hij nam met zijn vaderland eveneens deel aan de EK-eindronde 2012 in Polen en Oekraïne. Bij dat laatste toernooi werd de ploeg van bondscoach Paulo Bento in de halve finales na strafschoppen (2-4) uitgeschakeld door titelverdediger en buurland Spanje. In de reguliere speeltijd plus verlenging waren beide ploegen blijven steken op 0-0. Hij miste het EK voetbal 2016 vanwege een dijbeenblessure.

## Erelijst
| Competitie            |         |                  |         |         |
| Competitie            | Aantal  | Jaren            |         |         |
| Benfica               | Benfica | Benfica          | Benfica | Benfica |
| --------------------- | ------- | ---------------- | ------- | ------- |
| Primeira Liga         | 1x      | 2009/10          |         |         |
| Taça da Liga          | 2x      | 2009/10, 2010/11 |         |         |
| Real Madrid           |         |                  |         |         |
| FIFA Club World Cup   | 2x      | 2014, 2016       |         |         |
| UEFA Champions League | 2x      | 2013/14, 2016/17 |         |         |
| UEFA Super Cup        | 1x      | 2014             |         |         |
| Primera División      | 2x      | 2011/12, 2016/17 |         |         |
| Copa del Rey          | 1x      | 2013/14          |         |         |
| Supercopa de España   | 1x      | 2012             |         |         |
| Sporting CP           |         |                  |         |         |
| Taça da Liga          | 1x      | 2017/18          |         |         |

1 Eduardo Carvalho ·
2 Alves ·
3 Ferreira ·
4 Rolando ·
5 Duda ·
6 Ricardo Carvalho ·
7 Ronaldo  ·
8 Pedro Mendes ·
9 Liédson ·
10 Danny ·
11 Simão ·
12 Beto ·
13 Miguel ·
14 Veloso ·
15 Pepe ·
16 Meireles ·
17 Amorim ·
18 Almeida ·
19 Tiago Mendes ·
20 Deco ·
21 Ricardo Costa ·
22 Fernandes ·
23 Coentrão ·
Coach: Queiroz
1 Eduardo ·
2 Alves ·
3 Pepe ·
4 Veloso ·
5 Coentrão ·
6 Custódio ·
7 Ronaldo  ·
8 Moutinho ·
9 Almeida ·
10 Quaresma ·
11 Oliveira ·
12 Patrício ·
13 Ricardo Costa ·
14 Rolando ·
15 Micael ·
16 Meireles ·
17 Nani ·
18 Varela ·
19 Lopes ·
20 Viana ·
21 Pereira ·
22 Beto ·
23 Postiga ·
Coach: Bento
1 Eduardo Carvalho ·
2 Alves ·
3 Pepe ·
4 Veloso ·
5 Coentrão ·
6 William Carvalho ·
7 Ronaldo  ·
8 Moutinho ·
9 H. Almeida ·
10 Vieirinha ·
11 Éder ·
12 Patrício ·
13 Ricardo Costa ·
14 Neto ·
15 Rafa ·
16 Meireles ·
17 Nani ·
18 Varela ·
19 A. Almeida ·
20 Amorim ·
21 Pereira ·
22 Beto ·
23 Postiga ·
Coach: Bento